# فرودگاه صحرایی گریمز
فرودگاه صحرایی گریمز (به انگلیسی: Grimes Field) یک فرودگاه همگانی بهره‌برداری هوایی است که یک باند فرود آسفالت دارد و طول باند آن ۱۳۴۱ متر است. این فرودگاه در کشور ایالات متحده آمریکا قرار دارد و در ارتفاع ۳۲۶ متری از سطح دریا واقع شده است.